# Variantes des sinogrammes
Un même sinogramme peut ne pas être tracé de la même façon selon le pays et langue où il est employé (consulter Langues asiatiques à sinogrammes) et selon que le texte est manuscrit ou imprimé. Il existe en effet de nombreuses variantes graphiques.

## Simplifications et variantes locales
On peut trouver actuellement trois[Passage contradictoire] grandes déclinaisons pour un même sinogramme :
- Variante traditionnelle (繁体字 / 繁體字, fán tǐ zì), utilisée autrefois dans la Chine impériale, ainsi qu'en République de Chine (dont l'actuel Taïwan), à Hong Kong, à Macao, à Singapour ainsi que dans la République populaire de Chine à ses débuts.
- Variante simplifiée (简体字, jiǎn tǐ zì), utilisée en Chine populaire, et dont la première définition fût publiée en 1956, elle est accompagnée d'une transcription en caractères latins appelé hanyu pinyin pour l'apprentissage de la prononciation à partir de 1958 ;
- Variante japonaise originale, se calquant sur les caractères chinois traditionnels, tout en s'adaptant à la langue japonaise (Kyūjitai kanji (旧字体漢字?)) ;
- Variante japonaise moderne, mêlant chinois simplifié, chinois traditionnel et des formes modifiées de ces deux écritures, (Shinjitai kanji (新字体漢字?)) ;
- Variante coréenne, utilisée jusqu'au début du XXe siècle, similaire à la forme chinoise, mais adaptée à la langue coréenne (en coréen : 한자 ; hanja ; 漢字) ;
- Variante vietnamienne, similaire à la forme chinoise traditionnelle, écriture officielle unique du Vietnam jusqu'à 1918, où sous l'occupation française, l'alphabet latin devient une nouvelle écriture officielle.

D'autre part, on peut signaler le cas de caractères propres au cantonais et de différences minimes entre sinogrammes manuscrits et imprimés...
On peut illustrer cela par un exemple simple ; dans ces trois systèmes, le sinogramme pour « dragon » se trace à chaque fois d'une manière différente :
- caractère traditionnel chinois, versions coréenne, vietnamienne et forme japonaise Kyūjitai : 龍 ;
- caractère simplifié : 龙 ;
- caractère japonais shinjitai : 竜

Le caractère 龍 est cependant aussi employé ; rappelons aussi l'existence de caractères proprement japonais, les kokuji, qui n'entrent cependant pas dans le cadre de cet article.
Si tous les caractères ne sont pas concernés par ces divergences (la majorité reste commune aux trois systèmes), le nombre de sinogrammes existant en plusieurs variantes peut nécessiter un apprentissage séparé de chaque système (bien que, dans la pratique, nombre d'utilisateurs des caractères traditionnels soient capables de lire les caractères simplifiés les plus courants, d'autant plus quand la simplification procède d'une réduction ancienne). D'autre part, certains éléments de caractères communs aux systèmes simplifié et traditionnel peuvent se tracer avec une légère différence, qui n'empêche cependant pas la lecture et ne mérite pas réellement qu'on répertorie les deux graphies.
Quant aux variantes japonaises, elles ne nécessitent un apprentissage spécifique que pour l'écriture et non la lecture car outre quelques caractères réellement illisibles pour un Chinois, principalement des simplifications propres aux kanji (comme 竜, qui est une simplification japonaise de 龍/龙, ou encore 図 pour 圖/图) les différences sont surtout de l'ordre du détail et ne gênent pas la lecture (même pour certaines simplifications : le kanji 単 s'écrit 單 en hànzì mais se montre très proche du simplifié chinois 单).
Inversement, certains caractères chinois ne se retrouvent pas en japonais. De la même manière, les différences restent le plus souvent minimes. Par exemple, le caractère pour « noir » se tracera plutôt 黒 en japonais mais 黑 en chinois. Il ne faut cependant pas perdre de vue qu'à part graphiquement, le japonais et le chinois n'ont aucun point commun : les différences les plus notables concerneront surtout l'emploi et le sens des caractères. Enfin, le japonais ayant besoin de moins de caractères que le chinois pour s'écrire (grâce à ses syllabaires kana), un Japonais est susceptible de ne pas savoir lire tous les caractères qu'un Chinois utilise.

Consulter Simplification des sinogrammes pour plus de détails.

## Variantes libres
Il a existé longtemps dans l'écriture des variantes libres d'un même caractère, nommées 異體字/异体字 yì tǐ zì (itaiji au Japon). Actuellement, nombre de ces variantes (parfois issues de la calligraphie) ne sont plus utilisées mais peuvent se rencontrer dans des éditions anciennes. D'autres sont d'usage fréquent. Par exemple, le mot pour « troupeau », qún peut s'écrire 群 ou 羣. Seul le placement de la clef diffère (羊 yáng, « bélier », placé à droite ou en dessous de la partie phonétique de l'idéo-phonogramme). Actuellement, 群 est préféré dans le système simplifié mais 羣 est resté au Japon et dans le système traditionnel en plus de 群. Les variantes étant souvent considérés comme des caractères traditionnels, la simplification des caractères décidée par la RPC en a fait disparaître un grand nombre en même temps que les autres tracés traditionnels.
On nomme 俗體字/俗体字 sú tǐ zì les caractères dits « vulgaires » et considérés comme des erreurs, parfois répertoriées par les dictionnaires de grande taille. Ce sont le plus souvent des simplifications de caractères plus complexes que l'usage n'a pas entérinées.

## Écriture d'imprimerie et manuscrite
Les caractères imprimés peuvent différer des caractères manuscrits quant au détail de l'orientation de certains traits, par exemple, voire la présence ou l'absence de ces traits :
| Manuscrit (calligraphié)                      |  | Imprimé |
| Correspondrait à la forme imprimée suivante : |  |         |
| shuō « parler »                               |  |         |

Les différences sont minimes mais notables et concernent là l'orientation des traits (premier trait tracé comme un point oblique, 丶, en manuscrit, comme une ligne horizontale en imprimerie, 一 ; deux traits obliques en V au-dessus du carré de droite en manuscrit, 丷, mais 八 dans la version imprimée). L'écriture manuscrite de cet exemple est calligraphique. Dans l'écriture manuscrite courante, le nombre de traits va être diminué, pour obtenir parfois un seul trait parcourant le chemin du sinogramme dans l'ordre des traits tracés.
Il ne faudrait cependant pas croire que tous les documents imprimés utilisent les formes qualifiées ici d'« imprimées » : les méthodes d'apprentissage du chinois sont souvent typographiées avec des caractères imprimés imitant les caractères manuscrits (on en voit un exemple ci-dessus, avec le caractère en bas de la première colonne) de manière que les étudiants apprennent correctement les tracés. De plus, selon les éditions et les polices de caractères utilisées, les variantes peuvent être plus ou moins visibles voire absentes. En fait, il n'est pas possible de donner une règle générale quant à l'utilisation des variantes imprimées. Quoi qu'il en soit, elles ne gênent pas la lecture.

## Autres variantes
Il est intéressant de citer le cas du nüshu (女書/女书), « écriture des femmes », qui n'est pas réellement une variante des caractères mais une manière originale d'écrire le mandarin propre aux femmes du comté de Jiangyong, dans la province chinoise du Hunan. Maintenant inusitée, elle s'inspirait librement du tracé de certains caractères et constituait non pas une écriture logographique mais un syllabaire de plus de sept cents graphèmes (de mille à 1500 en comptant des variantes).

## Encodage des variantes
Unicode traite le problème des variantes d'une façon complexe, à cause du processus de l'unification Han. Pendant l'unification Han, certaines variantes presque identiques dans les régions parlant chinois, coréen ou japonais ont été encodées avec le même point de code, et peuvent seulement être distinguées par l'usage de différentes polices de caractères. D'autres variantes plus divergentes sont encodées par différents points de code. Sur les pages web, l'affichage de différentes variantes est dépendant des polices de caractères disponibles sur l'ordinateur, de la composition du navigateur web ainsi que dans l'étiquette d'identification de langues IETF des pages web. Les systèmes prêts à afficher des variantes correctes sont rares parce que de nombreux usagers n'ont pas installé les polices de caractères standard et que les navigateurs ne sont pas configurés pour afficher les variantes correctes par défaut.
Ci-dessous, des exemples de formes variantes de caractères chinois avec différents points de code et étiquettes d'identification.
| Différents points de code, étiquette d'identification pour Chine continentale | Différents points de code, étiquette d'identification pour Taiwan | Différents points de code, étiquette d'identification pour Hong Kong | Différents points de code, étiquette d'identification pour Japonais | Différents points de code, étiquette d'identification pour Coréen |  |
| ----------------------------------------------------------------------------- | ----------------------------------------------------------------- | -------------------------------------------------------------------- | ------------------------------------------------------------------- | ----------------------------------------------------------------- |  |
| 戶戸户                                                                        | 戶戸户                                                            | 戶戸户                                                               | 戶戸户                                                              | 戶戸户                                                            |  |
| 爲為为                                                                        | 爲為为                                                            | 爲為为                                                               | 爲為为                                                              | 爲為为                                                            |  |
| 強强                                                                          | 強强                                                              | 強强                                                                 | 強强                                                                | 強强                                                              |  |
| 畫畵画                                                                        | 畫畵画                                                            | 畫畵画                                                               | 畫畵画                                                              | 畫畵画                                                            |  |
| 線綫线                                                                        | 線綫线                                                            | 線綫线                                                               | 線綫线                                                              | 線綫线                                                            |  |
| 匯滙                                                                          | 匯滙                                                              | 匯滙                                                                 | 匯滙                                                                | 匯滙                                                              |  |
| 裏裡                                                                          | 裏裡                                                              | 裏裡                                                                 | 裏裡                                                                | 裏裡                                                              |  |
| 夜亱                                                                          | 夜亱                                                              | 夜亱                                                                 | 夜亱                                                                | 夜亱                                                              |  |
| 龜亀龟                                                                        | 龜亀龟                                                            | 龜亀龟                                                               | 龜亀龟                                                              | 龜亀龟                                                            |  |

Voici des exemples de formes variantes de caractères chinois avec les mêmes points de code et différentes étiquettes d'identification.
| Même point de code, étiquettes d'identification différentes | Même point de code, étiquettes d'identification différentes | Même point de code, étiquettes d'identification différentes | Même point de code, étiquettes d'identification différentes | Même point de code, étiquettes d'identification différentes |
| ----------------------------------------------------------- | ----------------------------------------------------------- | ----------------------------------------------------------- | ----------------------------------------------------------- | ----------------------------------------------------------- |
| Chine continentale                                          | Taiwan                                                      | Hong Kong                                                   | Japonais                                                    | Coréen                                                      |
| 刃                                                          | 刃                                                          | 刃                                                          | 刃                                                          | 刃                                                          |
| 令                                                          | 令                                                          | 令                                                          | 令                                                          | 令                                                          |
| 毒                                                          | 毒                                                          | 毒                                                          | 毒                                                          | 毒                                                          |
| 骨                                                          | 骨                                                          | 骨                                                          | 骨                                                          | 骨                                                          |
| 縣                                                          | 縣                                                          | 縣                                                          | 縣                                                          | 縣                                                          |
| 誤                                                          | 誤                                                          | 誤                                                          | 誤                                                          | 誤                                                          |
| 船                                                          | 船                                                          | 船                                                          | 船                                                          | 船                                                          |
| 述                                                          | 述                                                          | 述                                                          | 述                                                          | 述                                                          |
| 煙                                                          | 煙                                                          | 煙                                                          | 煙                                                          | 煙                                                          |
| 贈                                                          | 贈                                                          | 贈                                                          | 贈                                                          | 贈                                                          |
| 雪                                                          | 雪                                                          | 雪                                                          | 雪                                                          | 雪                                                          |
| 及                                                          | 及                                                          | 及                                                          | 及                                                          | 及                                                          |
| 角                                                          | 角                                                          | 角                                                          | 角                                                          | 角                                                          |
| 條                                                          | 條                                                          | 條                                                          | 條                                                          | 條                                                          |
| 低                                                          | 低                                                          | 低                                                          | 低                                                          | 低                                                          |

| Même point de code, étiquettes d'identification différentes | Même point de code, étiquettes d'identification différentes | Même point de code, étiquettes d'identification différentes | Même point de code, étiquettes d'identification différentes | Même point de code, étiquettes d'identification différentes |
| ----------------------------------------------------------- | ----------------------------------------------------------- | ----------------------------------------------------------- | ----------------------------------------------------------- | ----------------------------------------------------------- |
| Chine continentale                                          | Taiwan                                                      | Hong Kong                                                   | Japonais                                                    | Coréen                                                      |
| 詩                                                          | 詩                                                          | 詩                                                          | 詩                                                          | 詩                                                          |
| 函                                                          | 函                                                          | 函                                                          | 函                                                          | 函                                                          |
| 純                                                          | 純                                                          | 純                                                          | 純                                                          | 純                                                          |
| 賭                                                          | 賭                                                          | 賭                                                          | 賭                                                          | 賭                                                          |
| 難                                                          | 難                                                          | 難                                                          | 難                                                          | 難                                                          |
| 海                                                          | 海                                                          | 海                                                          | 海                                                          | 海                                                          |
| 喝                                                          | 喝                                                          | 喝                                                          | 喝                                                          | 喝                                                          |
| 練                                                          | 練                                                          | 練                                                          | 練                                                          | 練                                                          |
| 灰                                                          | 灰                                                          | 灰                                                          | 灰                                                          | 灰                                                          |
| 起                                                          | 起                                                          | 起                                                          | 起                                                          | 起                                                          |
| 英                                                          | 英                                                          | 英                                                          | 英                                                          | 英                                                          |
| 次                                                          | 次                                                          | 次                                                          | 次                                                          | 次                                                          |
| 能                                                          | 能                                                          | 能                                                          | 能                                                          | 能                                                          |
| 窗                                                          | 窗                                                          | 窗                                                          | 窗                                                          | 窗                                                          |
| 化                                                          | 化                                                          | 化                                                          | 化                                                          | 化                                                          |